# Сєверне Устя
Сєверне Устя (рос. Северное Устье) — присілок в Дєдовицькому районі Псковської області Російської Федерації.
Населення становить 34 особи. Входить до складу муніципального утворення Шелонська волость.

## Історія
Від 2015 року входить до складу муніципального утворення Шелонська волость.

## Населення
| 2001 | 2002 | 2010 |
| ---- | ---- | ---- |
| 40   | ↘34  | →34  |